# Trigonoptera (chrząszcz)

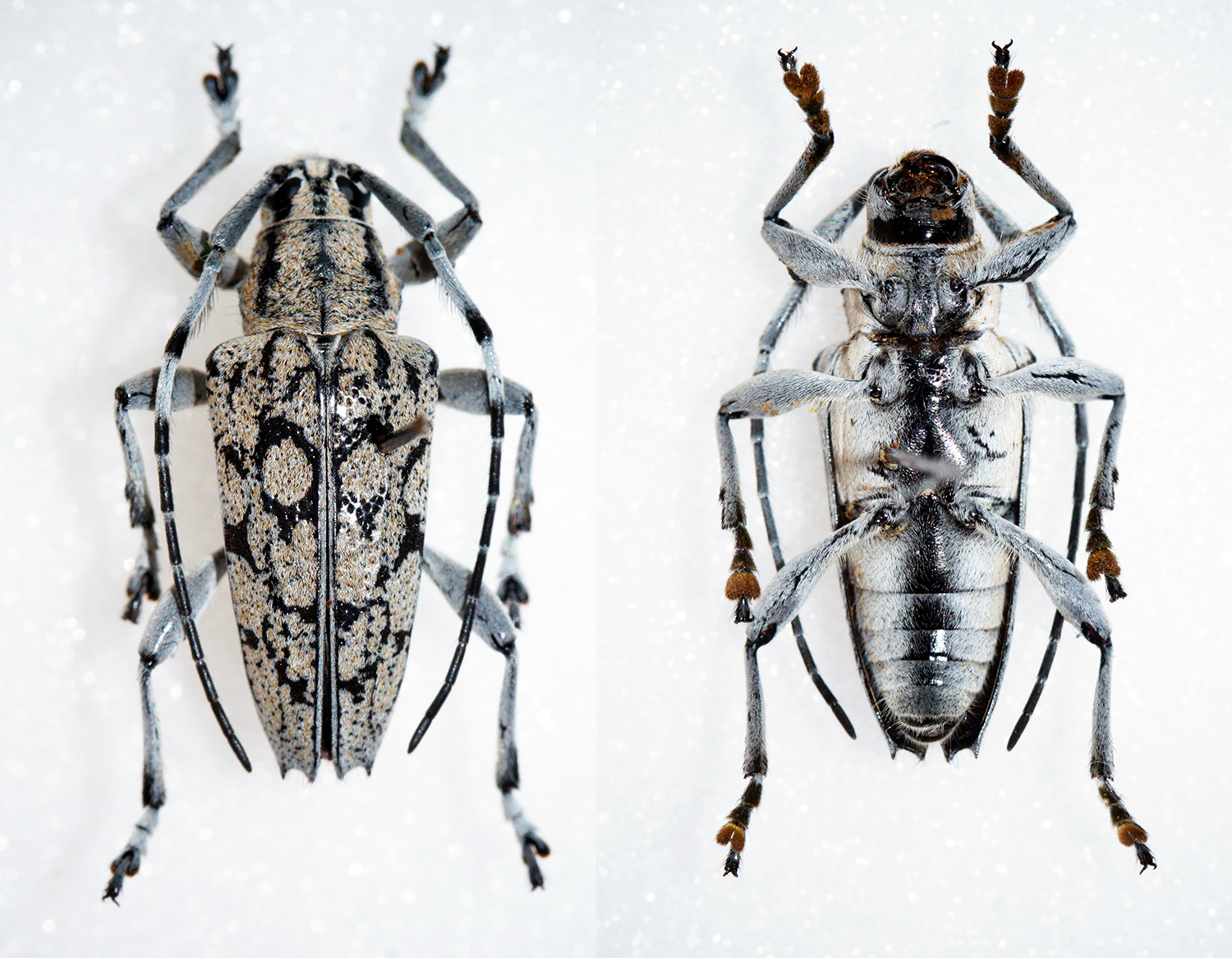
Trigonoptera tesselata

Trigonoptera – rodzaj chrząszczy z rodziny kózkowatych i podrodziny zgrzypikowych. 

## Zasięg występowania
Przedstawiciele tego rodzaju występują w płn-wsch. Australii, na Wyspach Salomona, Archipelagu Bismarcka, Nowej Gwinei, Molukach, Wyspach Aru oraz Małych Wyspach Sundajskich.

## Systematyka
Do Trigonoptera należy 59 gatunków:

- Trigonoptera acuminata
- Trigonoptera albocollaris
- Trigonoptera amboinica
- Trigonoptera annulicornis
- Trigonoptera archboldi
- Trigonoptera bimaculata
- Trigonoptera bisianumu
- Trigonoptera breuningiana
- Trigonoptera cincta
- Trigonoptera complicata
- Trigonoptera enarotali
- Trigonoptera fergussoni
- Trigonoptera flavicollis
- Trigonoptera flavipicta
- Trigonoptera flavoscutellata
- Trigonoptera gracilis
- Trigonoptera grisea
- Trigonoptera guttulata
- Trigonoptera harlequina
- Trigonoptera humeralis
- Trigonoptera immaculata
- Trigonoptera iriana
- Trigonoptera isabellae
- Trigonoptera japeni
- Trigonoptera laevepunctata
- Trigonoptera lateplagiata
- Trigonoptera leptura
- Trigonoptera maculata
- Trigonoptera maculifascia
- Trigonoptera margaretae
- Trigonoptera marmorata
- Trigonoptera mastrigti
- Trigonoptera montana
- Trigonoptera monticorum
- Trigonoptera muruana
- Trigonoptera muscifluvis
- Trigonoptera neja
- Trigonoptera nervosa
- Trigonoptera nigrofasciata
- Trigonoptera nothofagi
- Trigonoptera obscura
- Trigonoptera olivacea
- Trigonoptera onarunka
- Trigonoptera ornata
- Trigonoptera paravittata
- Trigonoptera perspicax
- Trigonoptera pseudomaculata
- Trigonoptera regina
- Trigonoptera sordida
- Trigonoptera spilonota
- Trigonoptera sulcata
- Trigonoptera sumbawana
- Trigonoptera sumptuosa
- Trigonoptera tessellata
- Trigonoptera transversefasciata
- Trigonoptera trikora
- Trigonoptera trobriandensis
- Trigonoptera vittata
- Trigonoptera woodfordi